# Édouard Francis Kirmisson
Édouard Francis Kirmisson, né à Nantes (Loire-Atlantique) le 18 juillet 1848 et mort à Binic (Côtes-du-Nord) le 22 septembre 1927, est un médecin, orthopédiste et chirurgien français.

## Biographie
Édouard Francis Kirmisson est né d'une mère nantaise, Aimée Marie Louise Russeil, et d'un père polonais, Édouard Kirmisson, contrôleur des Messageries générales de France. En 1868, à la fin de sa première année de médecine, il est nommé à l’externat et, en 1869, à l’internat des hôpitaux de Nantes. Après la Guerre franco-allemande de 1870, il poursuit ses études à l'École de médecine de Paris et travaille comme élève externe sous la direction du professeur Noël Guéneau de Mussy à l'hôpital de l'Hôtel-Dieu de Paris. Il obtient son doctorat en 1879 et devient agrégé en 1883. 
Il travaille ensuite comme chirurgien dans les hôpitaux de Paris et fonde en 1890 la Revue d’orthopédie. À la fin du siècle, il prend la direction du service de chirurgie de l'hôpital Trousseau et devient en 1901 professeur en chirurgie pédiatrique et en chirurgie orthopédique à l'hôpital des Enfants malades. Il est élu membre de l'Académie de médecine en 1903.
En 1913, il est président du Congrès de chirurgie. Lors d'un congrès en 1918, Kirmisson et quelques collègues médecins jettent les bases de la Société française d’orthopédie.
Kirmisson cesse son activité chirurgicale en 1919 et prend sa retraite à Binic, où il possède une propriété. En 1924, il retourne à Paris pour l'inauguration de la statue de Louis Hubert Farabeuf réalisée par Paul Landowski.